# République du Congo aux Jeux paralympiques d'été de 2024
La république du Congo participe aux Jeux paralympiques d'été de 2024 de Paris en France. C'est la troisième apparition du pays aux Jeux paralympiques, bien qu’il ait déjà participé à quatorze éditions des Jeux olympiques d'été. Deux athlètes composent la délégation congolaise. Il s'agit de Mireille Nganga, la porte-drapeau et Emmanuel Grace Mouambako.
Après les Jeux, les deux athlètes de la délégation congolaise et un guide sont portés disparus, une enquête est ouverte,.

## Résultats

### Athlétisme

#### Lancer du poids
| Athlète         | Epreuves                 | Resultat | Rang                      |
| --------------- | ------------------------ | -------- | ------------------------- |
| Mireille Nganga | Lancer du poids F57      | x        | NM (sans résultat validé) |
| Mireille Nganga | Lancer du Javelot F42-44 | x        | NM (sans résultat validé) |

Carton jaune pour équipement non conforme (R6.16.1)

#### 100m
| Athlète                                                 | Epreuves         | Resultat | Rang |
| ------------------------------------------------------- | ---------------- | -------- | ---- |
| Emmanuel Grace Mouambako Guide: Victor Sharon Loussanga | 100 m hommes T11 | 12.07    | 16e  |

Carton jaune pour équipement non conforme (R6.16.1)